# Championnats du monde de tennis de table 2007
Navigation
Championnats du monde 2006 Championnats du monde 2008
Les championnats du monde de tennis de table 2007 ont eu lieu à Zagreb en Croatie. 
Cinq épreuves de tennis de table figuraient au programme, deux masculines, deux féminines et une mixte.

## Liste desépreuves
- Simple masculin
- Simple féminin
- Double masculin
- Double féminin
- Double mixte

## Résultats
Toutes les médailles d'or et d'argent ont été remportées par les chinois, seules quelques médailles de bronze leurs échappent (le bronze en simple pour le Coréen Ryu Seung-min en particulier).
| Tableau         | Or                    | Argent              | Bronze                                              |
| --------------- | --------------------- | ------------------- | --------------------------------------------------- |
| Simple masculin | Wang Liqin            | Ma Lin              | Ryu Seung-min Wang Hao                              |
| Double masculin | Ma Lin/Chen Qi        | Wang Liqin/Wang Hao | Ko Lai Chak/Li Ching Chang Yen-Shu/Chiang Peng-Lung |
| Simple féminin  | Guo Yue               | Li Xiaoxia          | Zhang Yining Guo Yan                                |
| Double féminin  | Wang Nan/Zhang Yining | Li Xiaoxia/Guo Yue  | Kim Kyung-ah/Park Mi-young Jia Wei Li/Yue Gu Wang   |
| Double mixte    | Wang Liqin/Guo Yue    | Ma Lin/Wang Nan     | Qiu Yike/Cao Zhen Lai Chak Ko / Tie Yana            |

### Tableau des médailles
| Rang  | Nation         | Or | Argent | Bronze | Total |
| ----- | -------------- | -- | ------ | ------ | ----- |
| 1     | Chine          | 5  | 5      | 4      | 14    |
| 2     | Hong Kong      | 0  | 0      | 2      | 2     |
| 2     | Corée du Sud   | 0  | 0      | 2      | 2     |
| 4     | Taipei chinois | 0  | 0      | 1      | 1     |
| 4     | Singapour      | 0  | 0      | 1      | 1     |
| Total | Total          | 5  | 5      | 10     | 20    |